# Krzysztof Krupiński (matematyk)
Krzysztof Cyprian Krupiński (ur. 15 maja 1976 we Wrocławiu) – polski matematyk, profesor Uniwersytetu Wrocławskiego.

## Życiorys
Krzysztof Krupiński wychował się w Jeleniej Górze, gdzie uczęszczał do Szkoły Podstawowej nr 4 oraz I Liceum Ogólnokształcącego (1991–1995). Od 1992 do 1995 był stypendystą Krajowego Funduszu na rzecz Dzieci. Następnie odbył studia matematyczne na Uniwersytecie Wrocławskim, broniąc pracę magisterską Własności ciał minimalnych (1995–2000). Po odbyciu studiów doktoranckich, w 2004 uzyskał tamże z wyróżnieniem stopień doktora matematyki, specjalność teoria modeli, na podstawie dysertacji Struktury proskończone o różnych teoriomodelowych własnościach (promotor – Ludomir Newelski). W 2011 habilitował się z wyróżnieniem na UWr, przedstawiając pracę Grupy i ciała interpretowalne w teoriach różanych. W 2016 otrzymał tytuł naukowy profesora.
Jego zainteresowania naukowe obejmują czystą teorię modeli, jak i jej związki z topologią i algebrą, szczególnie z teorią ciał i teorią grup.
W latach 2004/2005 pracował jako adiunkt w Instytucie Matematycznym Polskiej Akademii Nauk. W latach 2005–2008 profesor wizytujący na Uniwersytecie Illinois. Od 2005 związany z Instytutem Matematycznym Uniwersytetu Wrocławskiego. Początkowo jako adiunkt, od 2016 profesor nadzwyczajny, zaś od 2019 profesor. Wypromował dwóch doktorów.
Laureat szeregu nagród i wyróżnień, m.in. brązowego medalu na Międzynarodowej Olimpiadzie Matematycznej w Hongkongu (1994), III nagrody w Konkursie im. J. Marcinkiewicza na najlepszą pracę magisterską (2000), Nagrody Ministra Edukacji Narodowej i Sportu za rozprawę doktorską (2005), Nagrody im. Kazimierza Kuratowskiego (2006), Nagrody im. Grzegorza Białkowskiego (2007), Nagrody im. W. Sierpińskiego PAN (2013), Nagrody Instytutu Matematycznego PAN (2021), nagród rektorskich (2011, 2018, 2020).